# Tom Clancy
Pour les articles homonymes, voir Clancy.
Œuvres principales
- Octobre rouge
- Jeux de guerre
- Danger immédiat
- La Somme de toutes les peurs

Thomas Leo Clancy Jr., dit Tom Clancy, né le 12 avril 1947 à Baltimore (Maryland), où il meurt le 1er octobre 2013, est un romancier américain. Ses romans d'espionnage, du genre techno-thriller ou thriller politique, sont technologiquement très documentés et tournent autour du milieu du renseignement américain, plus précisément la CIA — à l'exception de Tempête rouge — sur fond de guerre froide ou de terrorisme. Certains de ses romans connaissent des adaptations au cinéma, notamment À la poursuite d'Octobre rouge ou La Somme de toutes les peurs.
Il connaît un regain de popularité après les attentats du 11 septembre 2001, non seulement pour sa description préalable, très vraisemblable, d'un attentat terroriste réalisé grâce au crash d'un avion sur un bâtiment (sur le Capitole des États-Unis en l'occurrence), dans Dette d'honneur (1994) et Sur ordre (1996), mais également grâce au scénario du jeu Tom Clancy's Ghost Recon sorti en 2001, où il prévoit un affrontement armé de la Géorgie, aidée par les États-Unis, contre la Russie en 2008. Cette année a lieu la deuxième guerre d'Ossétie du Sud. L'auteur participe également dans les années 2000 à la rédaction du scénario de Splinter Cell, une série de jeux vidéo à succès.

## Biographie
Thomas Leo Clancy Jr. naît le 12 avril 1947 à Baltimore, au Franklin Square Hospital. Après des études en littérature anglaise au Loyola College de la ville, achevées en 1969, il devient courtier en assurances. Intéressé depuis son plus jeune âge par l'armée, il cherche à intégrer l'US Army. À son grand regret, il ne peut participer à la guerre du Viêt Nam car sa vue est jugée trop mauvaise.
Sa passion pour la vie militaire le pousse alors à écrire, durant ses heures de loisirs, un roman inspiré par la mutinerie de l'équipage d'une frégate soviétique, le Storojevoï. Octobre rouge est né. Paru en 1984, il remporte un succès immédiat et est tellement documenté et plausible qu'il est édité par l'Académie navale d'Annapolis. Ce premier livre lui vaut les honneurs du président américain Ronald Reagan qui dit de son œuvre : « C'est le roman parfait ! » (Sur ordre, publié en 1996, sera dédié « à Ronald Wilson Reagan, quarantième Président des États-Unis, l'homme qui a gagné la guerre », allusion à la Guerre froide).
C'est ainsi que débute la carrière littéraire de Tom Clancy qui publie deux ans après Tempête rouge, un roman relatant une guerre hypothétique entre l'Union soviétique et l'OTAN à la suite d'un manque cruel d'énergie fossile en URSS. Suivent de nombreux romans qui complètent la série des Jack Ryan, où l'on peut suivre l'ascension d'un professeur d'histoire navale qui accède au poste convoité de président des États-Unis. 
Mais le maître du nouveau genre qu'est le techno-thriller ne s'arrête pas là et lance plusieurs séries telles que Op Center (1995), qu'il laisse écrire par Steve Pieczenik, où on peut suivre les aventures du chef d'une agence gouvernementale secrète chargée de gérer les crises terroristes, et Net Force (1998), également écrit par Steve Pieczenik, où l'on découvre une agence créée par le gouvernement américain qui a pour but de faire régner l'ordre sur Internet. 
Tom Clancy est également cofondateur de la société de jeux vidéo Red Storm Entertainment (créateur de Splinter Cell, Rainbow Six…) revendue depuis à la société française Ubisoft.
Il est aussi propriétaire d'une équipe de baseball (Baltimore Orioles) et a tenté de racheter une équipe de football américain (Vikings du Minnesota) avant de se raviser à cause de son divorce.
Il meurt le 1er octobre 2013, dans un hôpital de Baltimore,,, sa ville natale, d'une insuffisance cardiaque.
La parution de son 19e et dernier roman, Chef de guerre, est alors réalisée à titre posthume en décembre 2013 aux éditions Putnam's Sons, du groupe Penguin.

## Œuvres

### Série Jack Ryan (Ryanverse)
1. Octobre rouge, Albin Michel, 1986 ((en) The Hunt For Red October, 1984)Traduction revue sous le titre À la poursuite d'Octobre rouge, Albin Michel, 1990. Réédition, Le Livre de poche coll. « Thriller » no 7547, 1989Inclus dans la Série "Ryan Sr Novel 1[6]"
2. Jeux de guerre, Albin Michel, 1988 ((en) Patriot Games, 1987)Réédition, Le Livre de poche coll. « Thriller » no 7575, 1991Inclus dans la Série "Ryan Sr Novel 2[6]"
3. Le Cardinal du Kremlin, Albin Michel, 1989 ((en) The Cardinal of the Kremlin, 1988)Réédition, Le Livre de poche coll. « Thriller » no 7586, 1992Inclus dans la Série "Ryan Sr Novel 3[6]"
4. Danger immédiat, Albin Michel, 1990 ((en) Clear and Present Danger, 1989)Réédition, Le Livre de poche coll. « Thriller » no 7597, 1993Inclus dans la Série "Ryan Sr Novel 4[6]"
5. La Somme de toutes les peurs, Albin Michel, 1991 ((en) The Sum of All Fears, 1991)Édité en français en deux volumes. Réédition, Le Livre de poche coll. « Thriller » no 7623, 1994Inclus dans la Série "Ryan Sr Novel 5[6]"
6. Sans aucun remords, Albin Michel, 1994 ((en) Without Remorse, 1993)Édité en français en deux volumes. Réédition, Le Livre de poche coll. « Thriller » no 7682, 1996Inclus dans la Série "John Clark Novel 1"
7. Dette d'honneur, Albin Michel, 1995 ((en) Debt of Honor, 1994)Édité en français en deux volumes. Réédition, Le Livre de poche coll. « Thriller » nos 17015 et 17016, 1997Inclus dans la Série "Ryan Sr Novel 6[6]"
8. Sur ordre, Albin Michel, 1997 ((en) Executive Orders, 1996)Édité en français en deux volumes. Réédition, Le Livre de poche coll. « Thriller » nos 17066 et 17067, 1999Inclus dans la Série "Ryan Sr Novel 7[6]"
9. Rainbow Six, Albin Michel, 1999 ((en) Rainbow Six, 1998)Édité en français en deux volumes. Réédition, Le Livre de poche coll. « Thriller » nos 17185 et 17186, 2001Inclus dans la Série "John Clark Novel 2"
10. L'Ours et le Dragon, Albin Michel, 2001 ((en) The Bear and The Dragon, 2000)Édité en français en deux volumes. Réédition, Le Livre de poche coll. « Thriller » nos 17224 et 17285, 2003Inclus dans la Série "Ryan Sr Novel 8[6]"
11. Red Rabbit, Albin Michel, 2003 ((en) Red Rabbit, 2002)Édité en français en deux volumes. Réédition, Le Livre de poche nos 37106 et 37107, 2005Inclus dans la Série "Ryan Sr Novel 9[6]"
12. Les Dents du tigre, Albin Michel, 2004 ((en) The Teeth of The Tiger, 2003)Réédition, Le Livre de poche coll. « Thriller » no 37154, 2006Inclus dans la Série "Ryan Jr Novel 1[7]"
13. Mort ou vif[8], Albin Michel, 2011 ((en) Dead or Alive[9], 2010)Écrit avec Grant Blackwood. Édité en français en deux volumes. Réédition, Le Livre de poche coll. « Thriller » nos 33039 et 33040, 2013Inclus dans la Série "Ryan Sr Novel 10[6]"
14. Sur tous les fronts, Albin Michel, 2014 ((en) Against All Enemies, 2011)Écrit avec Peter Telep. Édité en français en deux volumes. Réédition, Le Livre de poche, 2016Inclus dans la Série "Campus Novel 1"
15. Ligne de mire, Albin Michel, 2012 ((en) Locked On, 2011)Écrit avec Mark Greaney. Édité en français en deux volumes. Réédition, Le Livre de poche coll. « Thriller » nos 33344 et ̟̈33345, 2014Inclus dans la Série "Ryan Sr Novel 11[6]"
16. Cybermenace, Albin Michel, 2013 ((en) Threat Vector, 2012)Écrit avec Mark Greaney. Réédition, Le Livre de poche coll. « Thriller » no 33695, 2015Inclus dans la Série "Ryan Sr Novel 12[6]"
17. Chef de guerre, Albin Michel, 2015 ((en) Command Authority, 2013)Écrit avec Mark Greaney. Roman posthume. Édité en français en deux volumesInclus dans la Série "Ryan Sr Novel 13[6]"

Dans Sans aucun remords, Jack fait une apparition très courte et sans importance pour l'intrigue, alors que son père joue un rôle important. Dans Rainbow Six, Jack est mentionné, mais sans que son nom soit employé. Dans Les Dents du Tigre, c'est son fils Jack Jr. qui tient la vedette, et si son père est mentionné à plusieurs reprises, il n'a pas d'influence directe sur l'action.
Pour des raisons éditoriales, Albin Michel a retardé la parution de Sur tous les fronts (Against All Enemies). Ce roman introduit un nouveau héros, Max Moore. Ryan et ses compagnons n'y apparaissent pas et seule, in fine, une brève apparition de Dominic Caruso (personnage récurrent de la série et cousin de Jack Ryan Jr.) permet de raccorder l'ouvrage au Ryanverse.

### Romans indépendants
- Tempête rouge, Albin Michel, 1987 ((en) Red Storm Rising, 1986)Réédition, Le Livre de poche coll. « Thriller » no 7559, 1990
- Code SSN, L'Archipel, 1999 ((en) SSN, 1996)Réédition, Le Livre de poche coll. « Thriller » no 17138, 2000

### Ouvrages documentaires
- 1993 : Sous-marins. Visite d'un monde mystérieux : les sous-marins nucléaires (Submarine), avec la collaboration de John Gresham
- 1994 : Armored Cav. A guided tour of an Armored Cavalry Regiment (non traduit en français)
- 1995 : Avions de combat. Visite guidée au cœur de l'US Air Force (Fighter Wing), avec la collaboration de John Gresham
- 1996 : Les Marines. Visite guidée au cœur d'une unité d'élite (Marine), avec la collaboration de John Gresham
- 1997 : Airborne. A guided tour of an Airborne Task Force (non traduit en français)
- 1997 : Into the Storm – On the Ground in Iraq (non traduit en français), avec la collaboration du général en retraite Fred Franks
- 1999 : Every Man a Tiger (non traduit en français), avec la collaboration du général en retraite Chuck Horner
- 1999 : Les porte-avions. Visite guidée d'un géant des mers (Carrier)
- 2001 : Les Forces Spéciales. Visite guidée d'un corps d'élite (Special Forces), avec la collaboration de John Gresham
- 2002 : Shadow Warriors: Inside the Special Forces (non traduit en français), avec la collaboration de Tony Koltz et du général en retraite Carl Stiner
- 2004 : Battle Ready (non traduit en français), avec la collaboration de Tony Koltz et du général en retraite Anthony Zinni

## Œuvres publiées avec son nom en accroche
Tous ces romans et séries de romans ont été lancés par Tom Clancy mais ils n'ont pas été directement écrits ni co-écrits par l'auteur.

### Ryanverse
Après la mort de Clancy, la série de Jack Ryan a été poursuivie par différents auteurs. Les romans portent désormais le nom de Tom Clancy dans leur titre : Tom Clancy Full Force and Effect, Tom Clancy Support and Defend, etc.
- Campus Novel 2 => Support and Defend (2014, Mark Greaney), non traduit en français
- Ryan Sr Novel 14[6] => Full Force and Effect (2014, Mark Greaney), non traduit en français
- Ryan Jr Novel 2[7] => Under Fire (2015, Grant Blackwood), non traduit en français
- Ryan Sr Novel 15[6] => Commander in Chief (2015, Mark Greaney, parution en français en deux volumes avec le titre Commandant en chef par Albin Michel en 2017)
- Ryan Jr Novel 3[7] => Duty and Honor (2016, Grant Blackwood), non traduit en français
- Ryan Sr Novel 16[6] => True Faith and Allegiance (2016, Mark Greaney, parution en français en deux volumes avec le titre Le Serment par Albin Michel en 2020)
- Ryan Jr Novel 4[7] => Point of Contact (2017, Mike Maden), non traduit en français
- Ryan Sr Novel 17[6] => Power and Empire (2017, Marc Cameron), non traduit en français
- Ryan Jr Novel 5[7] => Line of Sight (2018, Mike Maden), non traduit en français
- Ryan Sr Novel 18[6] => Oath of Office (2018, Marc Cameron), non traduit en français
- Ryan Jr Novel 6[7] => Enemy Contact (2019, Mike Maden), non traduit en français
- Ryan Sr Novel 19[6] => Code of Honor (2019, Marc Cameron), non traduit en français
- Ryan Jr Novel 7[7] => Firing Point (2020, Mike Maden), non traduit en français
- Ryan Sr Novel 20[6] => Shadow of the Dragon (2020, Marc Cameron), non traduit en français
- Ryan Jr Novel 8[7] => Target Acquired (2021, Don Bentley), non traduit en français
- Ryan Sr Novel 21[6] => Chain of Command (2021, Marc Cameron), non traduit en français
- Ryan Jr Novel 9[7] => Zero Hour (2022,Don Bentley), non traduit en français
- Ryan Sr Novel 22[6] => Red Winter (2022, Marc Cameron), non traduit en français
- Ryan Jr Novel 10[7] => Flash Point (2023, Don Bentley), non traduit en français
- Ryan Jr Novel 11[7] => Weapons Grade (2023, Don Bentley), non traduit en français
- Ryan Sr Novel 23[6] => Command and Control (2023, Marc Cameron), non traduit en français
- Ryan Sr Novel 24[6] => Act of Defiance (2024, Brian Andrews & Jeffrey Wilson), non traduit en français
- Ryan Jr Novel 12[7] => Shadow State (2024, M.P. Woodward), non traduit en français
- Ryan Sr Novel 25[6] => Defense Protocol (2024, Brian Andrews & Jeffrey Wilson), non traduit en français
- Ryan Jr Novel 13[7] => Line of Demarcation (2025, M.P. Woodward), non traduit en français
- Ryan Jr Novel 14[7] => Terminal Velocity (2025, M.P. Woodward), prévu le 02-09-2025, non traduit en français
- Ryan Sr Novel 26[6] => Executive Power (2025, Brian Andrews & Jeffrey Wilson), prévu le 25-11-2025, non traduit en français

### Op Center(Tom Clancy's Op Center)
- 1995 : Op Center (Op Center)
- 1997 : Image Virtuelle (Mirror Image)
- 1997 : Jeux de pouvoir (Games of State)
- 1998 : Actes de guerre (Acts of war)
- 1998 : Rapport de force (Balance of power)
- 2002 : État de siège (State of siege)
- 2003 : Diviser pour régner (Divide and Conquer)
- 2005 : Ligne de contrôle (Line of Control)
- 2005 : Mission pour l'honneur (Mission of Honor)
- 2005 : War of Eagles par Jeff Rovin, non traduit en français.
- 2007 : Chantage au nucléaire (Sea of Fire)
- 2008 : Appel à la trahison (Call to Treason)
- 2014 : Out of the Ashes par Dick Couch et George Galdorisi, non traduit en français
- 2015 : Into the Fire par Dick Couch et George Galdorisi, non traduit en français
- 2016 : Scorched Earth par George Galdorisi, non traduit en français
- 2017 : Dark Zone par Jeff Rovin et George Galdorisi)
- 2018 : For Honor par Jeff Rovin, non traduit en français
- 2019 : Sting of the Wasp par Jeff Rovin, non traduit en français
- 2020 : God of War par Jeff Rovin, non traduit en français
- 2021 : The Black Order par Jeff Rovin, non traduit en français
- 2022 : Call of Duty par Jeff Rovin, non traduit en français
- 2023 :  Fallout par Jeff Rovin, non traduit en français

### Net Force(Tom Clancy's Net Force), de Steve Pieczenik
- 1998 : Net Force (Net Force)
- 1999 : Net Force 2 Programmes fantômes (Hidden Agendas)
- 1999 : Net Force 3 Attaques de nuit (Night Moves)
- 1999 : Net Force 4 Point de rupture (Breaking Point)
- 2001 : Net Force 5 Point d'impact (Point of Impact)
- 2001 : Net Force 6 Cybernation (Cybernation)
- 2003 : Net Force 7 Cyberpirates (State of War)
- 2003 : Net Force 8 La Relève (Changing of the Guard)
- 2004 : Springboard, non traduit en français
- 2006 : The Archimides Effect, non traduit en français
- 2013 : Code War, non traduit en français
- 2019 : Dark Web, non traduit en français
- 2020 : Eye of the Drone, non traduit en français
- 2020 : Attack Protocol, non traduit en français

### Net Force Explorers(Tom Clancy's Net Force Explorers), de Steve Pieczenik
- 1999 : Net Force : Un jeu très meurtrier (The Deadliest Game)
- 1999 : Net Force : Vandales virtuels (Virtual Vandals)
- 1999 : Net Force : Échappée dans l'extrême (The Ultimate Escape)
- 1999 : Net Force : Le jeu du solitaire (One is the Loneliest Number)
- 1999 : Net Force : La grande course (The Great Race)
- 1999 : Net Force : End game (End Game)
- 1999 : Net Force : Cyber spy (Cyberspy)
- 2000 : Net Force : Dans l'ombre de l'honneur (Shadow of Honor)
- 2000 : Private Lives, non traduit en français
- 2000 : Safe House, non traduit en français
- 2000 : Gameprey, non traduit en français
- 2000 : Duel Identity, non traduit en français
- 2000 : Deathworld, non traduit en français
- 2001 : High Wire, non traduit en français
- 2001 : Cold Case, non traduit en français
- 2001 : Runaways, non traduit en français
- 2003 : Cloak and Dagger, non traduit en français
- 2003 : Death Match, non traduit en français

### Power Games(Tom Clancy's Power Plays), de Martin Greenberg et/ou Jerome Preisler
- 1997 : Power games 1 Politika (Tom Clancy's Power Plays 01: Politika), de Martin Greenberg
- 1998 : Power games 2 Ruthless.com (Tom Clancy's Power Plays 02: Ruthless.com), de Martin Greenberg
- 1999 : Power games 3 Ronde furtive (Tom Clancy's Power Plays 03: Shadow Watch), de Martin Greenberg
- 2000 : Power games 4 Frappe biologique (Tom Clancy's Power Plays 04: Bio-Strike), de Jerome Preisler
- 2001 : Power games 5 Guerre froide (Tom Clancy's Power Plays 05: Cold War), de Jerome Preisler
- 2002 : Power games 6 Sur le fil du rasoir (Tom Clancy's Power Plays 06: Cutting Edge), de Jerome Preisler
- 2003 : Power games 7 L'heure de vérité (Tom Clancy's Power Plays 07: Zero Hour), de Jerome Preisler et Martin Greenberg
- 2004 : Tom Clancy's Power Plays 08: Wild Card, de Jerome Preisler, non traduit en français

### Splinter Cell(Tom Clancy's Splinter Cell), de Raymond Benson (alias David Michaels)
- 2004 : Splinter Cell : Cellule dissidente (Tom Clancy's Splinter Cell)
- 2005 : Splinter Cell : Opération Barraccuda (Tom Clancy's Splinter Cell: Operation Barracuda)
- 2006 : Splinter Cell : Échec et Mat (Tom Clancy's Splinter Cell: Checkmate)
- 2007 : Splinter Cell : Impact (Tom Clancy's Splinter Cell: Fallout)
- 2009 : Splinter Cell : Conviction (Tom Clancy's Splinter Cell: Conviction)
- 2013 : Tom Clancy's Splinter Cell: Blacklist Aftermath, non traduit en français
- 2014 : Splinter Cell : Endgame (Tom Clancy's Splinter Cell: Endgame)
- 2022 : Tom Clancy's Splinter Cell: Firewall, non traduit en français

Des comic books font aussi partie de la série :
- 2006 : Tom Clancy's Splinter Cell: Pandora Tomorrow (écrit par Jerry Holkins et illustré par Mike Krahulik), non traduit en français
- 2010 : Tom Clancy's Splinter Cell: Digging in the Ashes (écrit par Eddie Deighton et John Sloan et illustré par Mike Dowling), non traduit en français
- 2014 : Tom Clancy's Splinter Cell: Echoes (écrit par Nathan Edmondson et illustré par by Marc Laming), non traduit en français

### Ghost Recon(Tom Clancy's Ghost Recon), de Raymond Benson (alias David Michaels)
- 2012 : Ghost Recon (Tom Clancy's Ghost recon)
- 2013 : Ghost Recon - Combat Ops (Tom Clancy's Ghost Recon Combat Ops)
- 2014 : Ghost Recon - Opération Chaos (Tom Clancy's Ghost Recon), avec Peter Telep

## Films et séries inspirés de ses romans
- 1990 : À la poursuite d'Octobre rouge, de John McTiernan
- 1992 : Jeux de guerre, de Phillip Noyce
- 1994 : Danger immédiat, de Phillip Noyce
- 1995 : Op Center, de Lewis Teague
- 1999 : Net Force, de Robert Lieberman
- 2002 : La Somme de toutes les peurs, de Phil Alden Robinson
- 2014 : The Ryan Initiative, de Kenneth Branagh
- 2018-2023 : Jack Ryan (série TV), de Graham Roland et Carlton Cuse
- 2021 : Sans aucun remords (Without Remorse) de Stefano Sollima

## Jeux vidéo
Tom Clancy est également connu dans le monde du jeu vidéo de par sa participation à l'élaboration de divers scénarios pour des jeux commercialisés par Ubisoft. La liste des séries issues de l'œuvre de Tom Clancy sont :
- Tom Clancy's Rainbow Six (série de jeux de tir à la première personne et d'infiltration (FPS tactique))
- Tom Clancy's Ghost Recon (série de jeux de stratégie, d'infiltration)
- Tom Clancy's Splinter Cell (série de jeux d'infiltration moderne)
- Tom Clancy's EndWar (jeu de stratégie)
- Tom Clancy's HAWX (jeux de simulation de combats aériens)
- Tom Clancy's The Division (série de jeux vidéo en ligne à monde ouvert de tir tactique et d'action-RPG)
- Tom Clancy's Elite Squad (RPG militaire sur smartphone)
- Tom Clancy's XDefiant (FPS en arène avec des héros des autres franchises Tom Clancy's)